# 山里勇吉
山里 勇吉（やまざと ゆうきち、1925年4月1日 - 2018年2月9日）は、沖縄民謡の歌手。沖縄県石垣市出身で、八重山を代表する民謡歌手の一人である。同じく民謡歌手の大工哲弘は、直接の弟子にあたる。

## 来歴
1925年4月1日、沖縄県石垣市に生まれる。
1957年、「八重山全島トゥバラーマ大会」で優勝したのを皮切りに様々な民謡コンクールでその実力を証明するようになる。
また、1999年には八重山古典民謡の担い手として県無形文化財保持者の認定を受けた。
2018年2月9日、肺がんのため死去。92歳没。

## 出演

### 映画
- 「ナビィの恋」（1999年） - アブジャーマー男 役

### テレビドラマ
- 「ちゅらさん2」（2003年、NHK） - 大浜豊 役

## 関連人物
- 大工哲弘（弟子）